# Paul Jewell
Paul Steven Jewell (Liverpool, 28 settembre 1964) è un allenatore di calcio ed ex calciatore inglese, di ruolo attaccante.

## Palmarès

### Giocatore

#### Competizioni nazionali
- Football League Trophy: 1

Wigan: 1984-1985

### Allenatore

#### Competizioni nazionali
- Second Division: 1

Wigan: 2002-2003